# The Wirtschaftswunder
The Wirtschaftswunder was een Duitse newwaveband uit Limburg an der Lahn. Hun muziek wordt onder de Neue Deutsche Welle geklasseerd.
De bezetting van de groep was uiterst internationaal: zanger was Angelo Galizia uit Italië, gitarist was Tom Dokoupil uit Tsjecho-Slowakije, toetsenist was Mark Pfurtscheller uit Canada, en de drummer was de Duitser Jürgen Beuth.
Hun eerste undergroundhit scoorden ze in 1980 met het nummer 'Der Kommissar', gebaseerd op de gelijknamige televisieserie. Dit nummer stond wekenlang in de hitparade van het tijdschrift Sounds, dat tevens de term Neue Deutsche Welle gelanceerd had. Hun eerste langspeelplaat, Salmobray, verscheen in 1981. De stijl van hun muziek zat nog duidelijk in de punk, en vertoonde daarnaast ook avant-garde-invloeden.
Ze sloten een contract af met ZYX Music, toen nog Pop-Import geheten; na een ongeval tijdens een tournee waren ze echter tot een pauze genoopt, en vervolgens, terwijl het contract nog liep, sloten ze een nieuw contract bij Deutsche Grammophon af. Hierop daagde Pop-Import hen voor de rechtbank: ze verloren het proces en konden zodoende niet de vruchten van hun grote populariteit plukken, die ze dankzij een optreden in het programma Bio's Bahnhof verworven hadden. Ook de winst van hun tweede plaat, simpelweg The Wirtschaftswunder getiteld en sterker richting popmuziek neigend, konden ze niet incasseren.
In 1985 hield The Wirtschaftswunder ermee op. Tom Dokoupil verhuisde naar Keulen om er als componist voor film- en televisiemuziek te werken. De drie overige leden richtten een groep genaamd Chin Chat op, die een tournee door Duitsland maakte en in Formel Eins optrad. Eind jaren tachtig trok Galizio terug naar zijn heimat Sicilië. Pfurtscheller leidt tot op heden de opnamestudio Chin Chat en creëerde enkele elektroprojecten, en Beuth werkte in het theater en als muziekpedagoog.

## Discografie

### Singles
- 1980: Allein
- 1980: Television/Der Kommissar
- 1982: Der große Mafioso
- 1982: E’succeso in Kabul
- 1984: Pizza

### Albums
- 1981: Salmobray
- 1982: The Wirtschaftswunder
- 1982: Tscherwonez (muziek bij de gelijknamige film van Gabor Altorjay)
- 1984: Pop Adenauer
- 1991: Die Gute Wahl (Das Beste)